# Карло Сфорца
Карло Сфорца (25.09.1873, Монтіньозо, Італія — 4.09.1952, Рим) — італійський політик, голова Національної ради Італії (1945—1946), міністр закордонних справ Королівства Італія (1920—1921), міністр закордонних справ Італійської республіки (1947—1951).